# 豐原客運卓蘭站
豐原客運卓蘭站是豐原客運設於苗栗縣卓蘭鎮中山路165號的服務站，車站位於卓蘭行政機關及電信、郵政機關旁，非常方便，站內服務台目前無服務人員，旅客需上車刷卡/投現。並有往台中市東勢區、豐原區的班車。

## 月台
卓蘭站共有6個月台，但現在只剩二條路線還在行駛，分別如下：
- 208 豐原
- 258 東勢

## 服務路線

### 停靠卓蘭站之台中市公車
| 路線編碼 | 營運路線   | 備註                       |
| 208      | 豐原－卓蘭 | 往豐原班次皆繞駛至東勢高工 |
| 258      | 東勢－卓蘭 | -                          |

## 車站週邊
- 卓蘭鎮公所
- 卓蘭戶政事務所
- 卓蘭郵局
- 卓蘭國小
- 卓蘭市區
- 卓蘭鎮立圖書館
- 苗栗縣政府消防局第三大隊卓蘭分隊

## 圖片

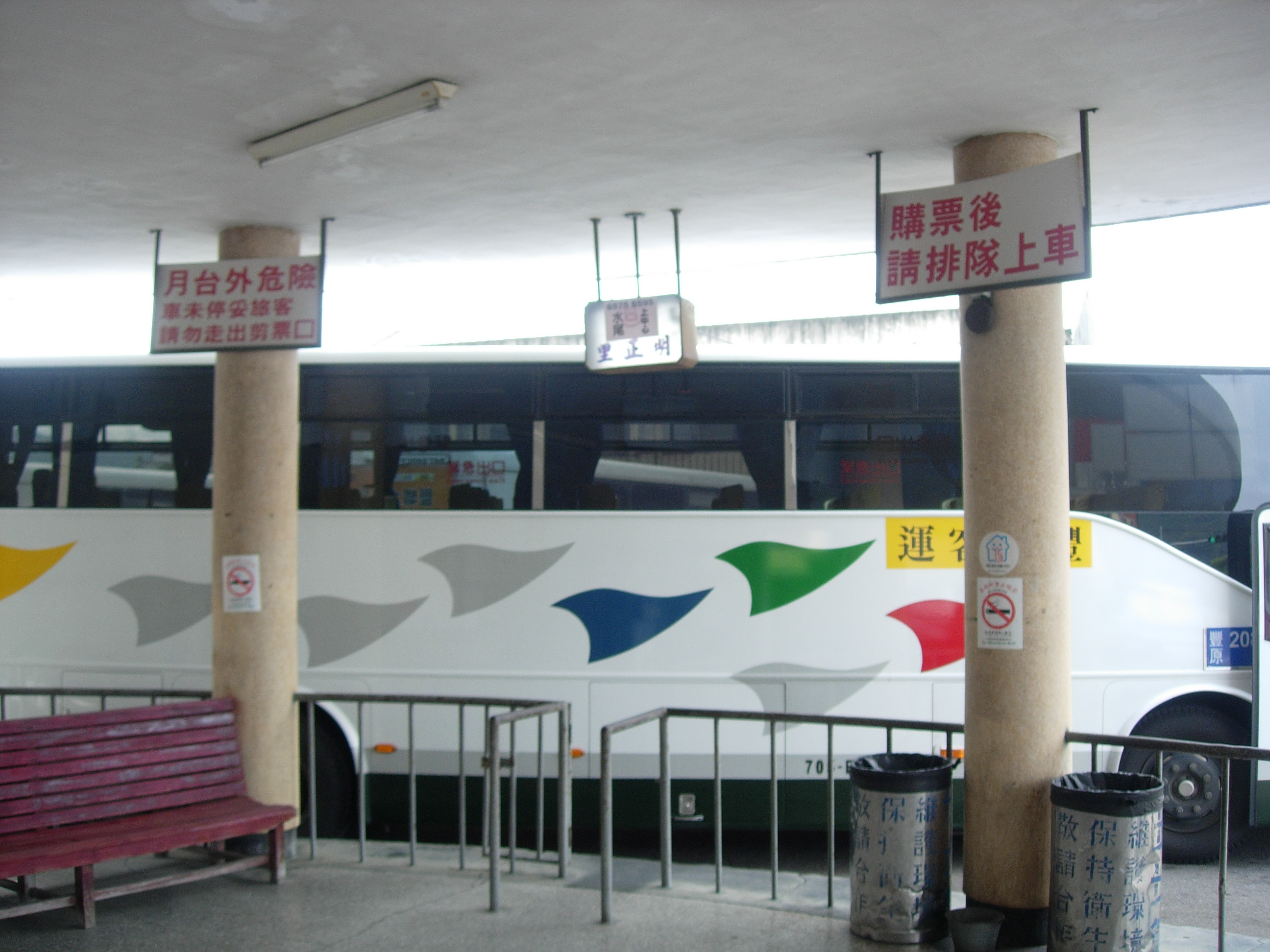
卓蘭站月台
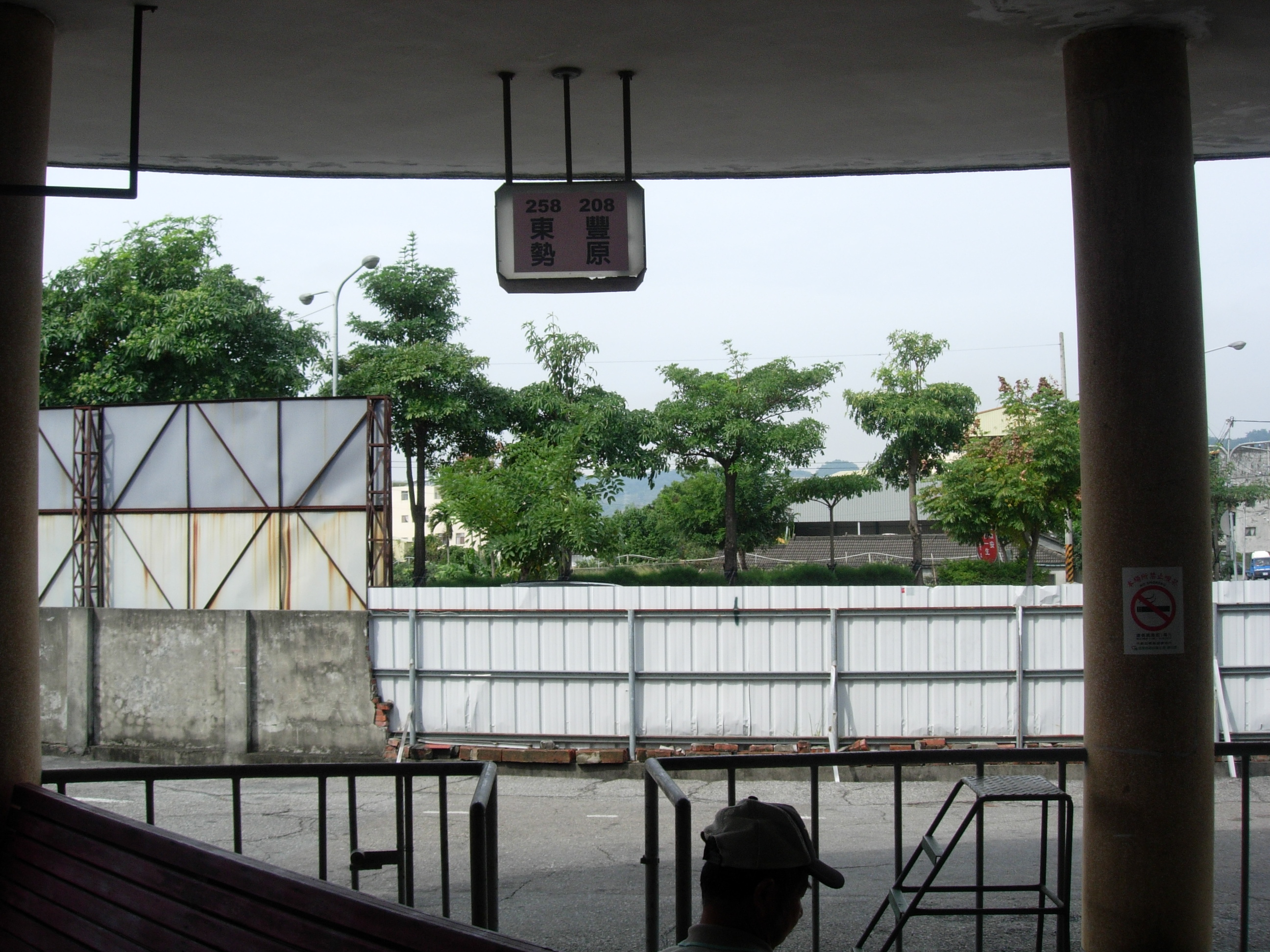
卓蘭站月台
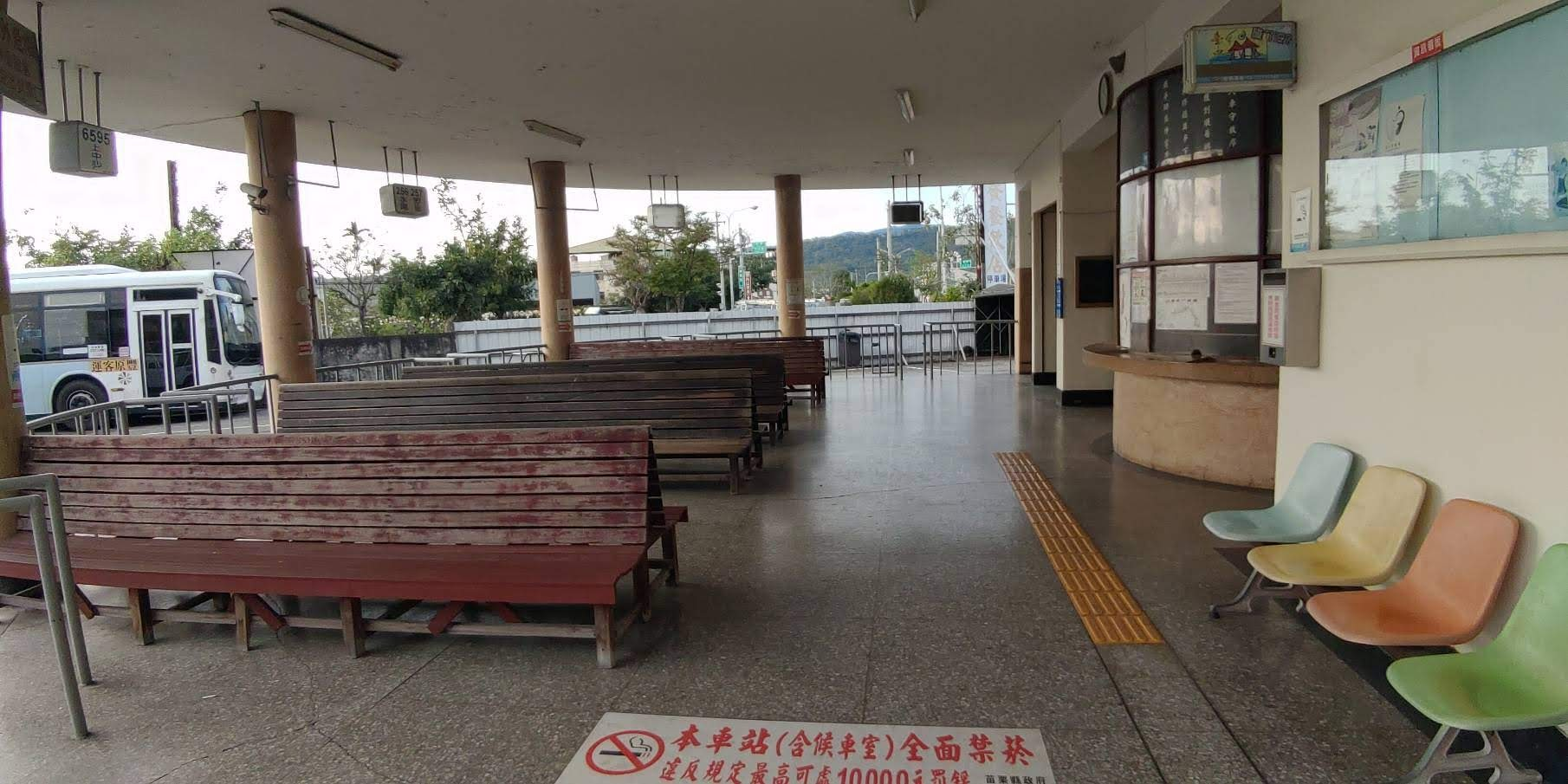
卓蘭站候車亭
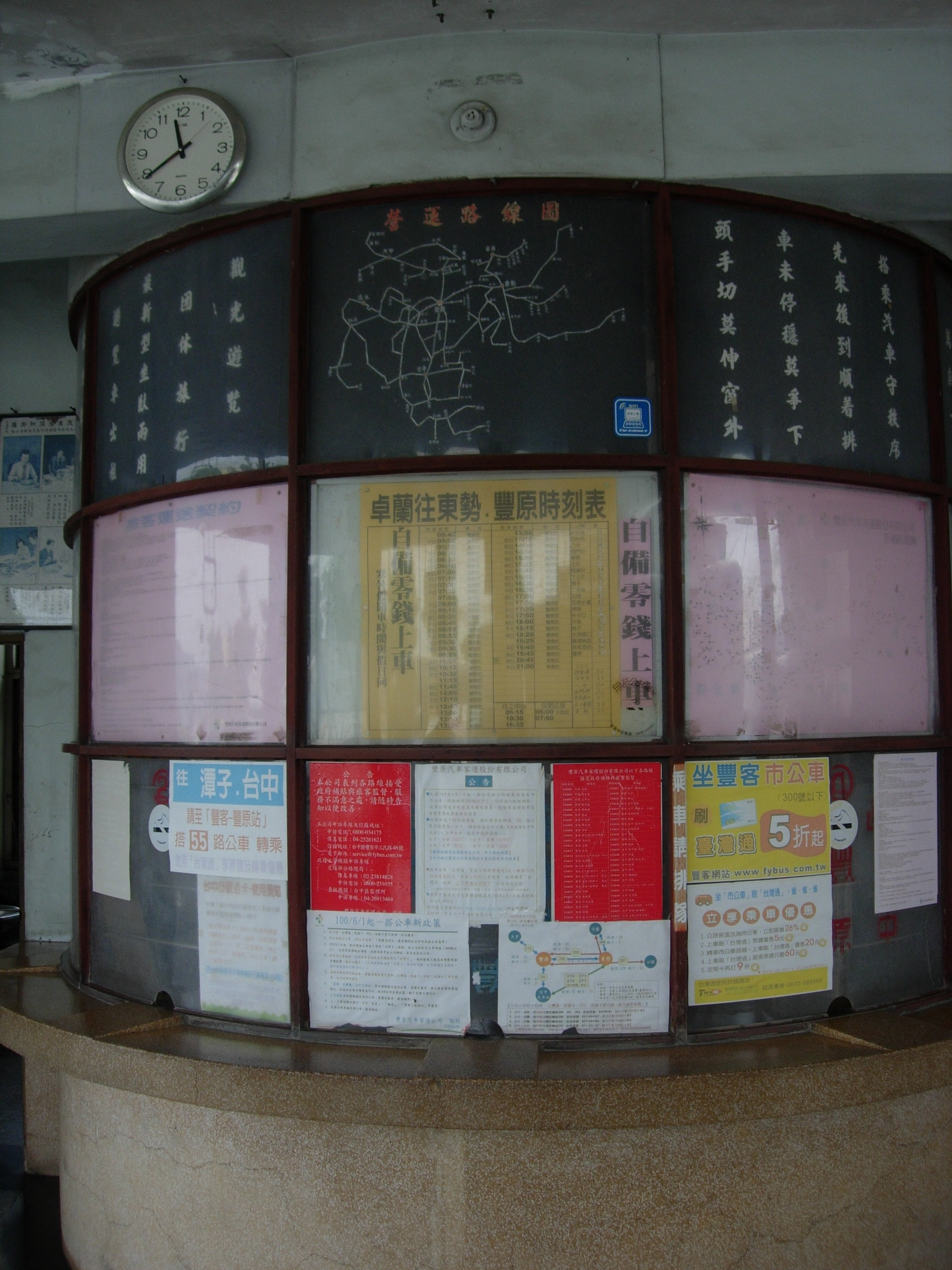
卓蘭站服務台
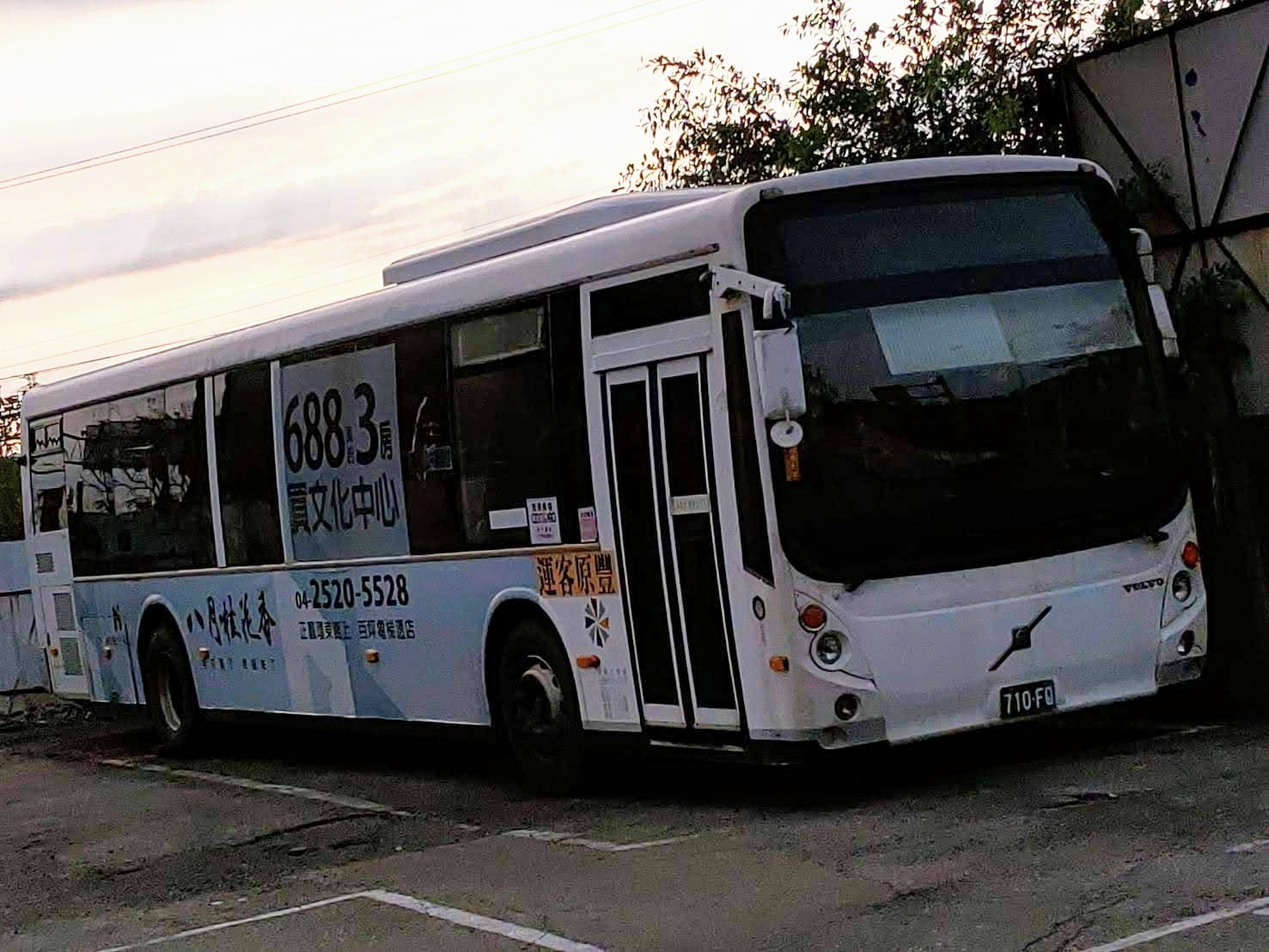
停放在卓蘭站的Volvo低底盤公車
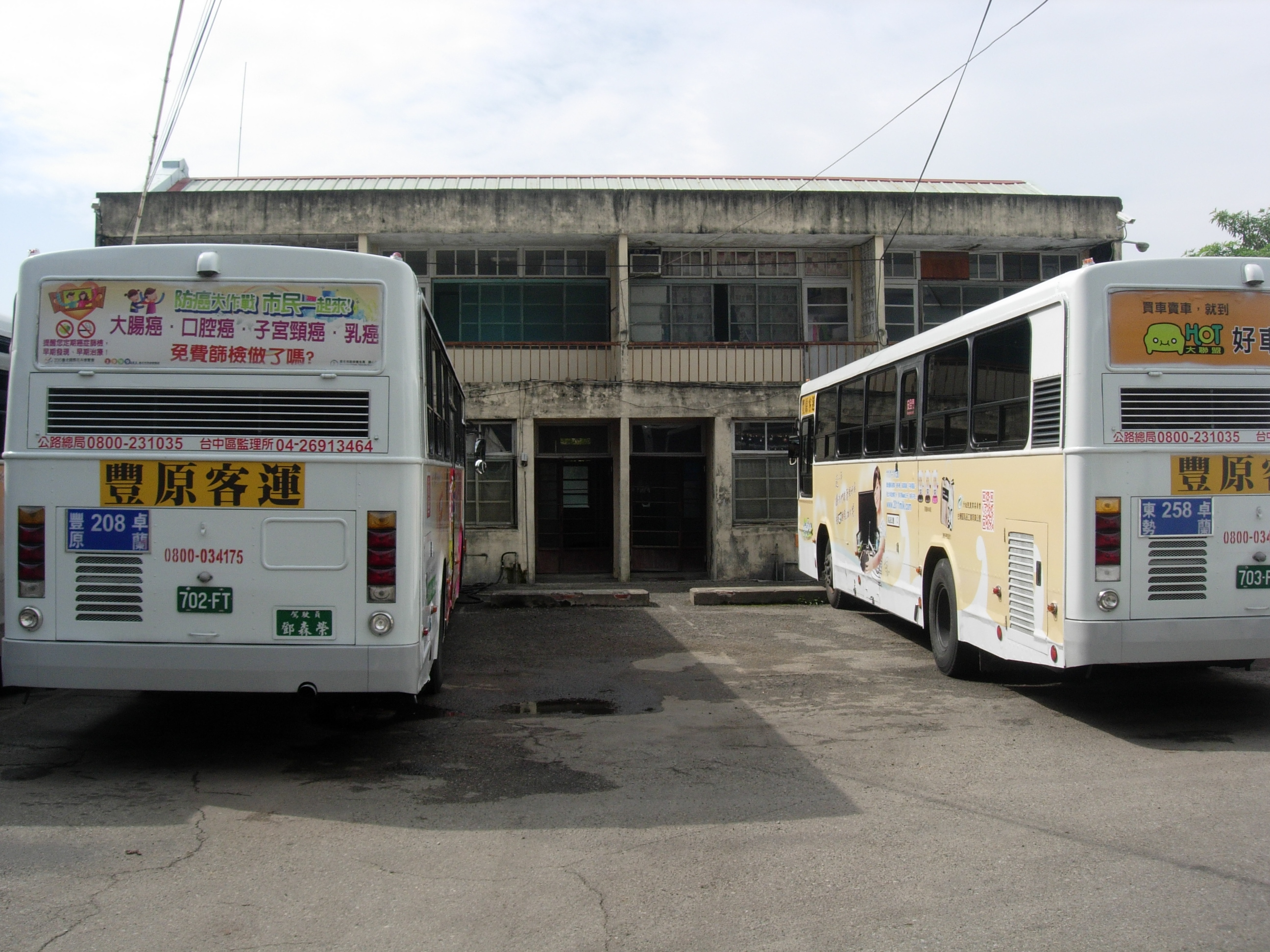
卓蘭站停車場
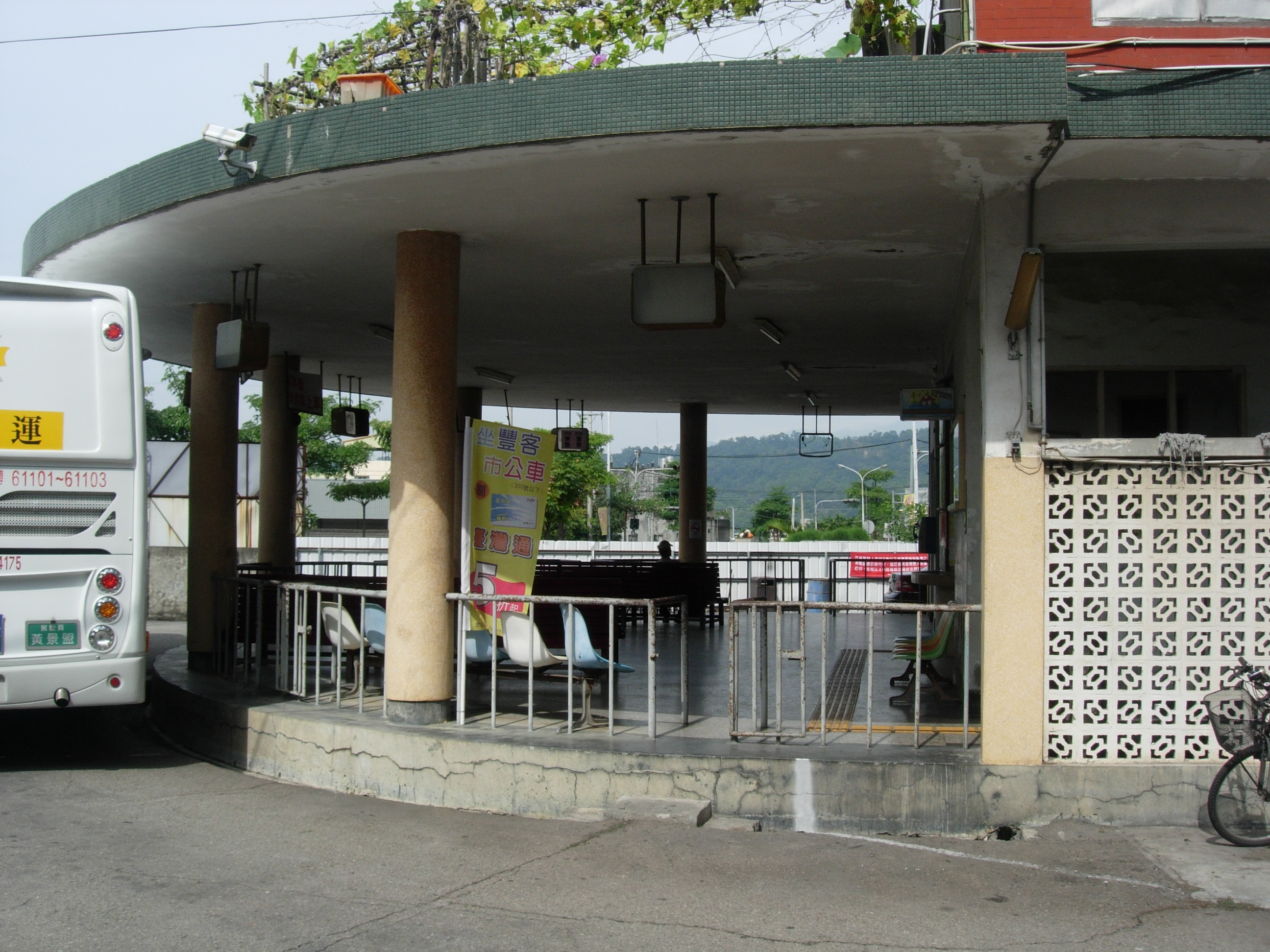
卓蘭站月台外觀
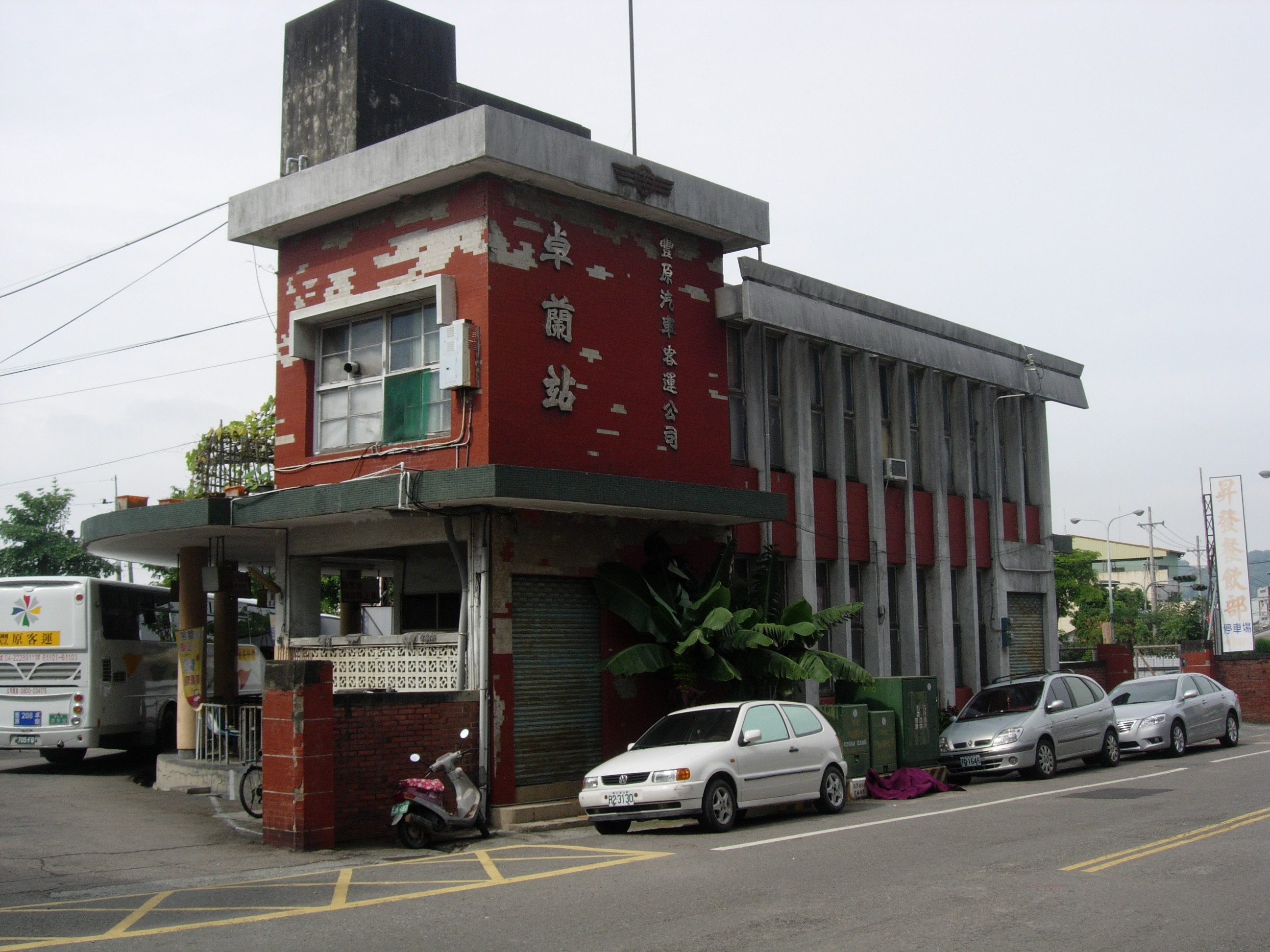
豐原客運卓蘭站

## 相關車站
- 豐原客運豐原站
- 豐原客運東勢站
- 豐原客運大甲站
- 豐原客運谷關站